# 朴慧京
朴慧京（韓語：박혜경，1974年10月12日—）是韩国女歌手。1995年获得MBC河滨歌谣祭冠军后，1997年以音乐团体The The的主唱正式出道。在发行第二张专辑前，她一直是The The成员，但随后于1999年发行第一张个人专辑，以个人身份单飞。

## 职业生涯

### The The时期
朴慧京以歌手身份首次亮相，是1997年与音乐家金英俊组建的音乐团体The The的主唱。1997年底通过三星视频业务部门（三星音乐）发行的首张专辑《The More The Better》中的《Delight》和《To Me Again》等歌曲很受欢迎。特别是，《To Me Again》还被用于由金奎里和刘智泰主演的宝矿力水特广告中，朴惠京演唱的许多歌曲随后也被用作广告音乐。没有机会在电视上露面的The The因朴惠京出现在KBS脱口秀节目《徐世源Show - Talk Box》中而受到关注，并在音乐节目《李素拉的求婚》中首次亮相电视舞台。另一方面，The The是由队长、吉他手兼作曲家金英俊和主唱朴惠京两人组成的组合，但主唱朴慧京受到了更多的关注。朴慧京的声音被比作爱尔兰摇滚乐队小红莓的多洛雷斯·奥赖尔丹。
The The的第二张专辑《The One & The Other》于1998年11月发行。这张专辑的主打歌和热门歌曲《It’s You》是由歌手兼作曲家姜贤民创作的，后来在朴惠京单飞时与她合作，制作了许多热门歌曲。随后，朴惠京这样评价她：“如果在演唱会上表演20首歌曲，其中18首将是姜贤民的歌曲。他表示：“她对我来说就像是‘音乐之父’。”第二张专辑发行后，朴慧京成为独立歌手。

### 独唱歌手
朴慧京于1999年底发行了她的第一张个人专辑《+01》，开始了她的单飞生涯。这张专辑的歌曲由姜贤民和沈贤甫创作。朴惠京在The The期间参与了部分歌词，从她的第一张个人专辑开始，她不仅参与作词，还参与作曲。 在她的第一张专辑中，代表歌曲《Confession》和后续歌曲《Cast a Spell》都非常受欢迎。朴惠京凭借第一张专辑的成功奠定了自己作为独唱歌手的地位，并于2000年底发行了第二张专辑《O 2》。代表歌曲是《Haru》，由粉丝俱乐部成员和经纪公司员工投票选出。朴惠京从The The时代开始，每年冬天都会发行一张新专辑，她的第三张专辑《Feel Me》于2002年2月年初发行。在这张专辑中，歌手一改上一张专辑清亮优美的基调，呈现出略显阴郁的基调。第3张专辑由姜贤民和李在学作词，他们也参与了第2张专辑的制作。其中收录的歌曲中，《Rain》和《Red Sneakers》广受欢迎。
2002年10月，朴惠京在日本东京举行小型演唱会后，与日本经纪公司Flat B Entertainment签订了专属合约。2003年6月，她发行了第四张专辑《Seraphim》，代表歌曲是《Hello》。2004年2月，朴惠京与Tube Entertainment签订了专属合约。同年3月，发行首张现场专辑《Festival》。随后前往日本留学，后于2005年1月发行第五张专辑《5 5/5》恢复活动。然而，在发行第五张专辑后，她卷入了与经纪公司Tube Entertainment的诉讼，并在大约一年的时间里无法正常宣传，直到赢得官司。 2006年1月，发行了她的第一张单曲专辑《Miso》。同年3月发行了她的第六张专辑《Amaranth》，代表歌曲是〈Yesterday〉。
2007年5月，朴慧京和同为演员的妹妹朴素妍以“Psycho Angel”的名义发行了翻拍自四月和五月的《Rose》的数字单曲专辑《Rose》。2008年3月，她们发行了首张翻拍专辑《When a Woman Loves》。2009年3月，发行数字单曲《我没有魅力吗？》同年8月，他们发行了第七张正规专辑《我最喜欢的》。

## 专辑
| The The 时期 - 1997年 The More The Better - 1998年 The one & The other 正规专辑 - 1999年 +01 - 2000年 O2 - 2002年 feel me - 2003年 Seraphim - 2005年 5 5/5 - 2006年 아마란스 - 2009年 my favorite 单曲专辑 - 2006年 미소 数字单曲专辑 - 2007年 장미 - 2009年 나 매력없니.. - 2009年 Time After Time - 2010年 새 남자친구 - 2011年 Hello 허니 - 2011年 Something Special | 其他 - 2004年 festival（PARK HYE KYOUNG BEST in LIVE） - 2006年 뭉게구름（韩国水电与核电公司 广告音乐） - 2008年 여자가 사랑할때（翻拍专辑） - 2008年 여자가 사랑할때（重新发行） - 2008年 여자가 사랑할때+（重新发行） - 2013年 Song Bird（特别专辑） - 2013年 Happiness Rewind（翻拍专辑） 参与 - 1995年 기다림, 약속, 그리고... (《1995 MBC河滨歌谣祭》 ) - 2001年 이런 난 걸요 (姜贤民 《She》 중) - 2003年 꽃신 속의 바다 (《LEE JUNG SUN FOREVER FOREVER》 ) - 2004年 그녀를 믿지 마세요 (《그녀를 믿지 마세요 OST》 중) - 2004年 함께해요 (허니패밀리 3집 《SLOW JAM》 중. Feat) - 2005年 사랑할거야 (《제니, 주노 OST》 중) - 2005年 바보 (《원더풀 라이프 OST》 중) - 2005年 카누를 타고 파라다이스에 갈 때 (《WE 3》 중) - 2007年 Sweet Lover (《달자의 봄 OST》 중) - 2007年 깊은 밤을 날아서 (《우리, 사랑하는 동안...》 그 두 번째 이야기 중) - 2007年 Delete (《위대한 캣츠비 OST》 중) - 2007年 Christmas is Calling (《All Star Christmas》 중) - 2008年 난 너에게 (마리오의 《난 너에게》 중. Feat) - 2008年 눈물 속에 태워버린 너 (《Time After Time》 중) - 2009年 Magic (《Audition OST》 중) - 2010年 Suddenly (조규찬 9집 《9》 중. Feat) - 2011年 라라, 소년을 만나다 - 2011年 Loving You (《심야병원 OST》 Part 2) |

## 表演活动

### 音乐剧
- 2005年《玛丽亚玛丽亚》-玛丽亚角色
- 2006年《油脂》-角色莉佐

### 电影
- 2003年 《星》 - 特别出演

## 奖项
- 1995年河滨歌曲节获奖者
- 2015第14届华正大赏全球音乐大赏全球最佳人气休闲奖